# Hipólito y Aricia (Rameau)
Hipólito y Aricia (Hippolyte et Aricie) es una ópera barroca en cinco actos, precedida por un prólogo alegórico, con música de Jean-Philippe Rameau y libreto en francés de Simon-Joseph Pellegrin, basado en la tragedia Fedra, de Racine. Es la primera ópera de Rameau, que se estrenó con gran controversia en la Académie Royale de Musique de París el 1 de octubre de 1733. La ópera asume la forma tradicional de una tragédie en musique, prácticamente lo único que los primeros públicos encontraron convencional.

## Historia de su composición
Cuando escribió Hipólito, Rameau tenía casi cincuenta años de edad, y había poco en su vida que sugiriera que se iba a embarcar en una nueva carrera como compositor de ópera. Era famoso por sus obras sobre teoría musical así como por libros con piezas para teclado. Lo más cerca que había estado de escribir música dramática había sido componer unas cuantas cantatas profanas y algunas piezas populares para las ferias de París. En algún momento del año 1732, Rameau se dirigió a Pellegrin y le pidió un libreto. Pellegrin había escrito el libreto para la tragédie en musique de Michel de Montéclair Jephté, obra que impresionó bastante a Rameau. Hipólito y Aricia tuvo un ensayo en casa del patrón de Rameau, La Pouplinière, en abril de 1733, y empezó a ensayarse en la Opéra en septiembre. Para disgusto de Rameau, los músicos del teatro de ópera encontraron el segundo trío de las Parcas (Trio des Parques), una de las músicas más queridas del compositor, demasiado difícil de interpretar, por lo que fue suprimido. 

## Su recepción:lullistasversusramistas
La tragédie en musique era un género inventado por Lully y su libretista Quinault en los años 1670 y en los 1680. Desde entonces, sus obras se habían enseñoreado de los escenarios y habían pasado a ser consideradas una auténtica institución nacional francesa. Cuando se estrenó Hipólito y Aricia, muchos de los asistentes quedaron encantados, alabando a Rameau como "el Orfeo de nuestro siglo". André Campra quedó asombrado por la riqueza de invención:
"Hay suficiente música en esta ópera para hacer otras diez; este hombre nos eclipsará a todos".
A otros, sin embargo, la música les pareció estrafalaria y disonante (Hipólito fue la primera ópera descrita como barroca, un término entonces insultante). Vieron la obra de Rameau como un ataque a la ópera lulliana y la tradición musical francesa. Como señala Sylvie Bouissou:
"De un plumazo Rameau se llevó por delante todo lo que Lully había tardado años en edificar: la orgullosa, chauvinista y complaciente unión de los franceses en torno a un mismo objeto cultural, el legado de su genio y el de Quinault. De pronto, la estética ramoísta causó estragos en la confianza de los franceses en su patrimonio, violando su ópera nacional, que consideraban inamovible."
El conjunto del público y la crítica musical se escindió en dos facciones, que eran la de los lullistas, tradicionales, y la de los partidarios de Rameau: los ramoístas (o, en francés, ramoneurs, término que se aplica también a los deshollinadores). La controversia estaría vigente durante casi toda la década de 1730.

## Historia de su interpretación
Cuando se estrenó, esta ópera alcanzó la respetable cifra de cuarenta representaciones. Se repuso para otras cuarenta en la temporada de 1742-43, y de nuevo en 1757 y en 1767. Las reposiciones en vida de Rameau llevaron aparejadas varias revisiones, como acostumbraba a hacer el compositor. Nunca fue la ópera más popular de Rameau, pero su significado fue reconocido casi inmediatamente y al menos el Trio des Parques alcanzó gran popularidad en el siglo XIX, una época en que no se representaban las óperas de Rameau. La primera reposición moderna tuvo lugar en París el 13 de mayo de 1908. Otro hito fue la grabación realizada por Anthony Lewis en 1966.
En los últimos años, Hippolyte et Aricie ha dado muestras de que podría volver a instalarse en el repertorio habitual de los teatros de ópera, junto a los principales hitos del revival barroco: entre las numerosas y aplaudidas interpretaciones recientes de la obra citemos las de John Eliot Gardiner (en el Festival de Aix-en-Provence en 1982), Marc Minkowski (en la Journée Rameau 1993 del Centre Baroque de Versailles, 2 conciertos y CD grabado para la ocasión), William Christie (en la Opéra National de Paris en 1996, de la que también se grabó un CD) (en Glyndebourne en el 2013, con transmisión en vivo y en cines y edición de un DVD) y Emmanuelle Haïm (con el deslumbrante espectáculo dirigido por Ivan Alexandre en el Théâtre du Capitole de Toulouse en el 2009).

## Personajes
| Personaje | Tesitura                   | Reparto del estreno, 1 de octubre de 1733 (Director: François Francœur) |
| --- | -------------------------- | ----------------------------------------------------------------------- |
| Hippolyte (Hipólito) | haute-contre               | Denise-François Tribou                                                  |
| Aricie (Aricia) | soprano                    | Marie Pélissier                                                         |
| Phèdre (Fedra) | soprano                    | Marie Antier                                                            |
| Thésée (Teseo) | bajo                       | Claude-Louis-Dominique Chassé de Chinais                                |
| Pluton (Plutón) | bajo                       | Jean Dun "fils"                                                         |
| Diane (Diana) | soprano                    | Mlle. Eremans                                                           |
| Œnone (Enone), nodriza y confidente de Fedra                                                                                   | soprano                    | Mlle. Monville                                                          |
| Arcas, amigo de Teseo | taille (tenor)             | Louis-Antoine Cuvilliers                                                |
| Mercure (Mercurio) | taille                     | Dumast                                                                  |
| Tisiphone (Tisífone) | taille                     | Louis-Antoine Cuvilliers                                                |
| L'Amour (Cupido) | haute-contre               |                                                                         |
| La Grande-Prêtresse de Diane (la Suma sacerdotisa de Diana)                                                                    | soprano                    | Mlle. Petitpas                                                          |
| Parques (las Parcas) | bajo, taille, haute-contre | Cuignier, Cuvilliers y Pierre Jélyotte                                  |
| Un suivant de l'Amour (un seguidor de Cupido)                                                                                  | haute-contre               | Pierre Jélyotte                                                         |
| Une bergère (una pastora) | soprano                    | Mlle. Petitpas                                                          |
| Une matelote (una marina) | soprano                    | Mlle. Petitpas                                                          |
| Une chasseresse (una cazadora)                                                                                                 | soprano                    | Mlle. Petitpas                                                          |
| Espíritus del inframundo, gente de Trecén, marineros, cazadores, ninfas de Diana, pastores y pastoras, gente del bosque (coro) |                            |                                                                         |

En el grupo de ballet estaba La Camargo.

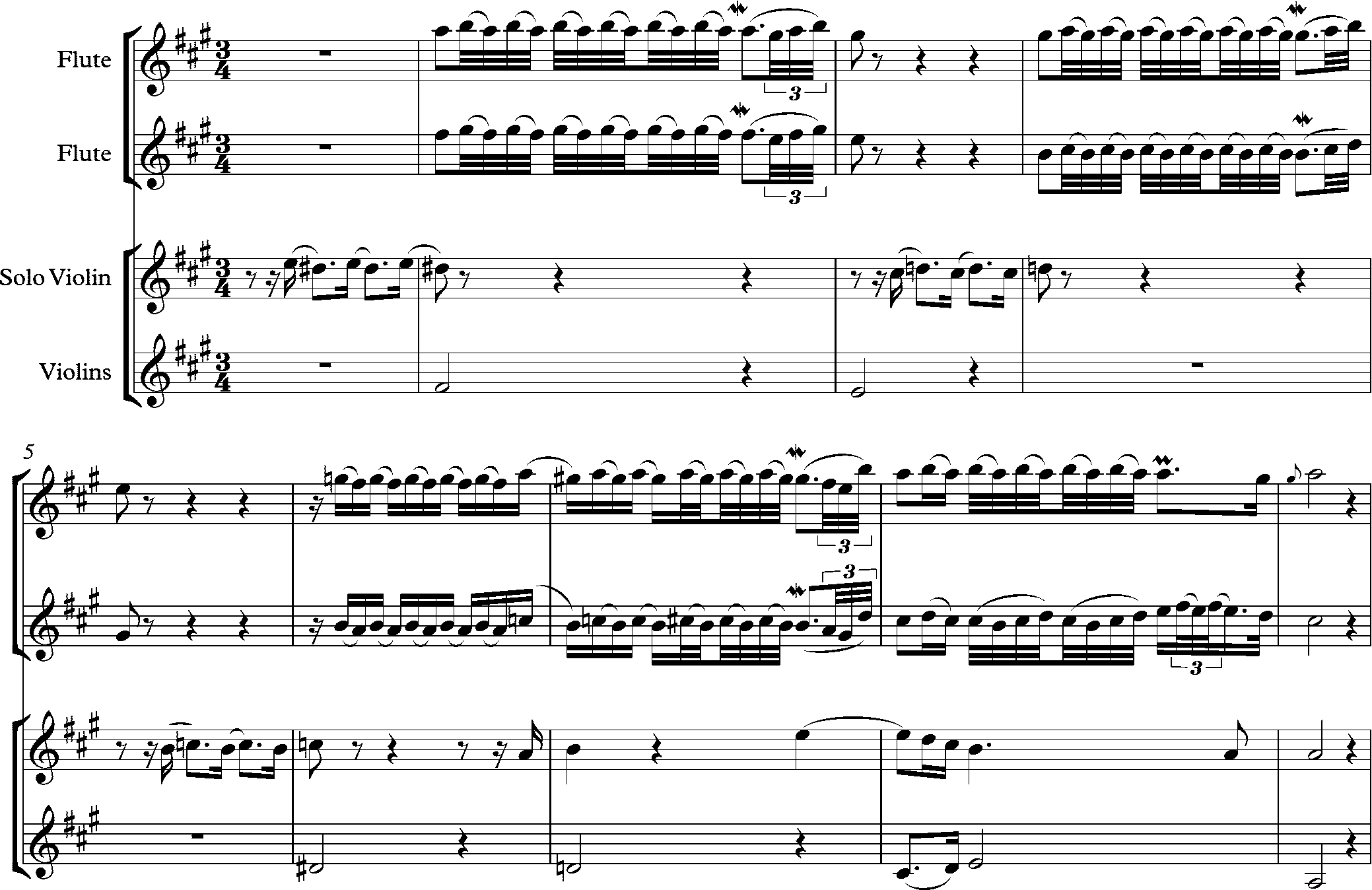
Imitación del canto de los pájaros en la obra («ruiseñores amorosos»).